# Wiktor Arcimowicz
Wiktor Arcimowicz (ur. 19 kwietnia 1820 w Białymstoku, zm. 2 marca 1893 w Petersburgu) – polski i rosyjski polityk, gubernator tobolski w okresie 1854-1858 i kałuski od 1858 do 1862, wiceprezes Rady Stanu Królestwa Kongresowego, tajny radca.
Członek Komitetu Urządzającego w Warszawie. Wychowany w polskiej rodzinie w wyznaniu rzymskokatolickim, po ślubie z prawosławną przeszedł na prawosławie. Brat Adama Arcimowicza.